# Regió Mid-Western
La Regió Mid-Western (regió mig-occidental) fou una antiga divisió de Nigèria de 1963 a 1991, amb el nom d'estat de Bendel després de 1976. Va ser formada el juny de 1963 amb les províncies de Benín i del Delta de la Regió Occidental de Nigèria, i la seva capital era Benin City. El primer i darrer govern es va formar el 1964 encapçalat per Denis Osadebay, del partit del Consell Nacional de Nigèria i els Cameruns (NCNC) dirigit pel president federal Nnamdi Chukwuemeka Azikiwe.
A causa d'un cop d'estat, va caure el govern civil federal, i el govern regional fou destituït per les noves autoritats militars que van designar a oficials pel govern; les regions foren degradades a províncies per decret del 1966; però per un contracop, el juliol de 1966 va restaurar els estats, si bé sense govern civil i amb el governador (militar) com a poder executiu.
Durant la Guerra Civil Nigeriana, les forces de Biafra van envair l'estat Mid-Western, en ruta cap a Lagos, en un intent de forçar un final ràpid a la guerra. Després d'un temps sota ocupació de Biafra, amb l'agreujament de la situació militar, es va declarar un nou estat independent, la "República de Benín", de majoria edo i aguantada per les forces de Biafra, però al cap d'unes hores les forces federals nigerianes van llançar un atac contra la ciutat de Benín i en van recuperar el control, dissolen la república.
El 1976 l'estat va ser rebatejat Bendel. L'estat de Bendel va ser dividit en l'Estat del Delta i l'estat Edo el 1991.

## Governants
Administrador
- 19 agost del 1963 - 8 de febrer del 1964 Dennis Chukudebe Osadebay

Governadors
- 8 de febrer del 1964 - 17 gener del 1966 Samuel Jereton Mariere
- 17 de gener del 1966 - 9 agost del 1967 David Akpode Ejoor

Administrador briafreny
- 17 agost del 1967 - 20 de setembre del 1967 Albert Nwazu Okonkwo (19-20 setembre 1967 governador president de la "República de Benín")

Primer ministre
- 8 de febrer del 1964 - 15 de gener del 1966 Dennis Osadebay (del Consell Nacional de Nigèria i els Cameruns, National Council of Nigeria and the Cameroons NCNC)